# Fully Loaded 2
Pour les articles homonymes, voir Fully Loaded (homonymie).
Albums de Lord Kossity
Fully Loaded
(2010) Fully Loaded 2.5
(2013)
Fully Loaded 2 est le onzième album du musicien français Lord Kossity, sorti en 2013 sur son propre label Lord Ko Publishing.

## Liste des titres
| No  | Titre                                           | Durée |
| --- | ----------------------------------------------- | ----- |
| 1.  | Bubble Up                                       | 2:14  |
| 2.  | 360°                                            | 2:53  |
| 3.  | Fly Girl (feat. Stony)                          | 2:56  |
| 4.  | Hey Girl                                        | 3:22  |
| 5.  | Da One for Me (feat. Mr Vegas)                  | 3:26  |
| 6.  | Till We Dead                                    | 2:08  |
| 7.  | Party (feat. Demarco)                           | 2:49  |
| 8.  | Money in Pocket                                 | 2:56  |
| 9.  | Cream (feat. Vybz Kartel)                       | 2:49  |
| 10. | We on It                                        | 2:47  |
| 11. | Food Fi Eat                                     | 2:15  |
| 12. | Gangsta World (feat. Nu Jerzey Devil et Menace) | 4:20  |
| 13. | Money Fi Run                                    | 3:23  |
| 14. | Gyal U Nah                                      | 2:11  |
| 15. | Can't Talk to We                                | 3:25  |
| 16. | Shottaz Don't Fall in Love                      | 2:45  |
| 17. | Warning                                         | 3:03  |
| 18. | Call Mi Line                                    | 2:58  |
| 19. | Ready Now                                       | 2:37  |